# Флорень (Унгенский район)
Флоре́нь. (рум. Floreni) — село в Унгенском районе Молдавии. Наряду с сёлами Скуляны, Блиндешты и Герман входит в состав коммуны Скуляны.

## География
Село расположено на высоте 116 метров над уровнем моря.

## История
Село возникло в 1964 году как населённый пункт центральной усадьбы совхоза «Эфиронос».

## Население
По данным переписи населения 2004 года, в селе Флорень проживает 336 человек (167 мужчин, 169 женщин).
Этнический состав села:
| Национальность | Число жителей | Процентный состав |
| -------------- | ------------- | ----------------- |
| молдаване      | 291           | 86.61             |
| украинцы       | 31            | 9.23              |
| русские        | 10            | 2.98              |
| гагаузы        | 2             | 0.6               |
| болгары        | 2             | 0.6               |
| Всего          | 336           | 100%              |